# Ibo (wyspa)
Ibo (port. Ilha de Ibo) – wyspa u wybrzeży kontynentu afrykańskiego, w archipelagu Quirimbas, w północnej części Republiki Mozambiku.

## Historia

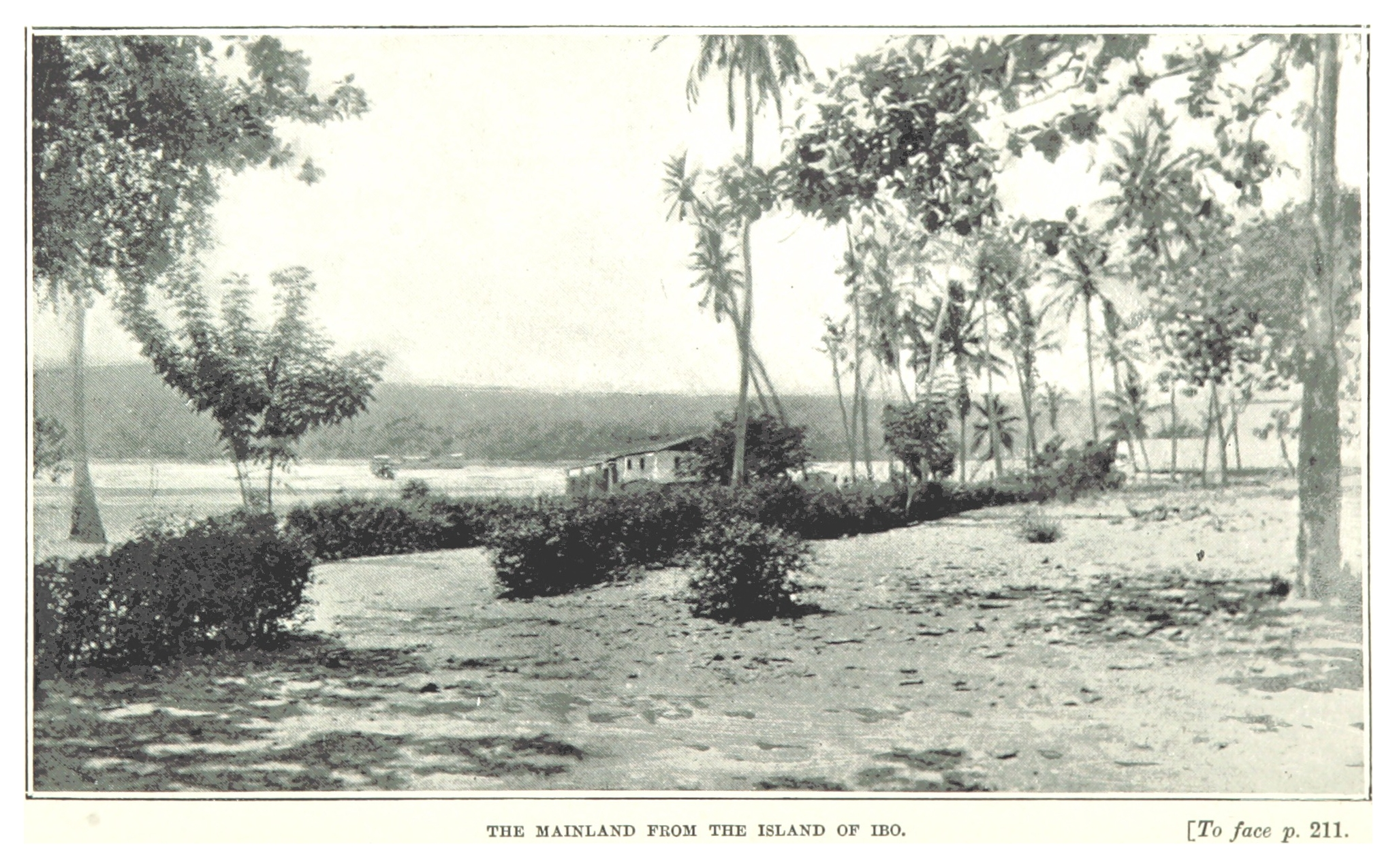
Widok wyspy w 1899

Kolonizatorzy portugalscy mieli duże problemy z obejmowaniem terenów w głębi lądu, w związku z czym zadowalali się zakładaniem osad na wybrzeżu i wyspach Mozambiku. Przez pewien czas wczesnej kolonizacji Ibo była drugim co do wielkości osiedlem europejskim w portugalskiej Afryce Wschodniej, zarządzanym z Goa.
Strategicznie położona wyspa umożliwiała kontrolę handlu z Arabami w regionie. Świadome tej sytuacji, inne kraje europejskie (Holandia, Francja), kilkakrotnie próbowały podbić wyspę. Dlatego w 1791 ukończono tu budowę dużego fortu.
Wyspa, będąca stolicą władz samorządowych od 1764 oraz głównym portem kabotażowym, była zamieszkana przez ludność napływową (chińską, arabską, europejską, portugalską), mieszaną kulturowo, o sposobie życia i sytuacji społecznej bardzo różnej od tej, która mieszkała na lądzie. Stanowiła główny bastion portugalskiej obecności kolonialnej w Mozambiku, o czym świadczą forty São João Baptista (1789–1794) oraz São José (1764) i Santo António (1818), które broniły wyspy przed atakami francuskimi.
Ze względu na niesprzyjające warunki naturalne, osadnictwo ludzkie miało miejsce tylko na około 30% terytorium wyspy, obejmującego część miejską, składającą się z Vila do Ibo, osady założonej w 1761.

## Współcześnie
Obecnie wyspa stanowi siedzibę Parku Narodowego Quirimbas. Część ludności utrzymuje się z rybactwa.
Większość mieszkańców Ibo jest wyznania muzułmańskiego, jednak część wyspiarzy nadal praktykuje stare plemienne zwyczaje i religie Mozambiku. Kobiety częściowo nadal noszą tradycyjne stroje, tzw. capulanas.
Na wyspie jest minimalny ruch samochodowy i motocyklowy. Większość osób jeździ rowerami.
Miejscowe restauracje serwują lokalne dania z ryb i owoców morza oraz orzechów, warzyw i owoców.

## Galeria

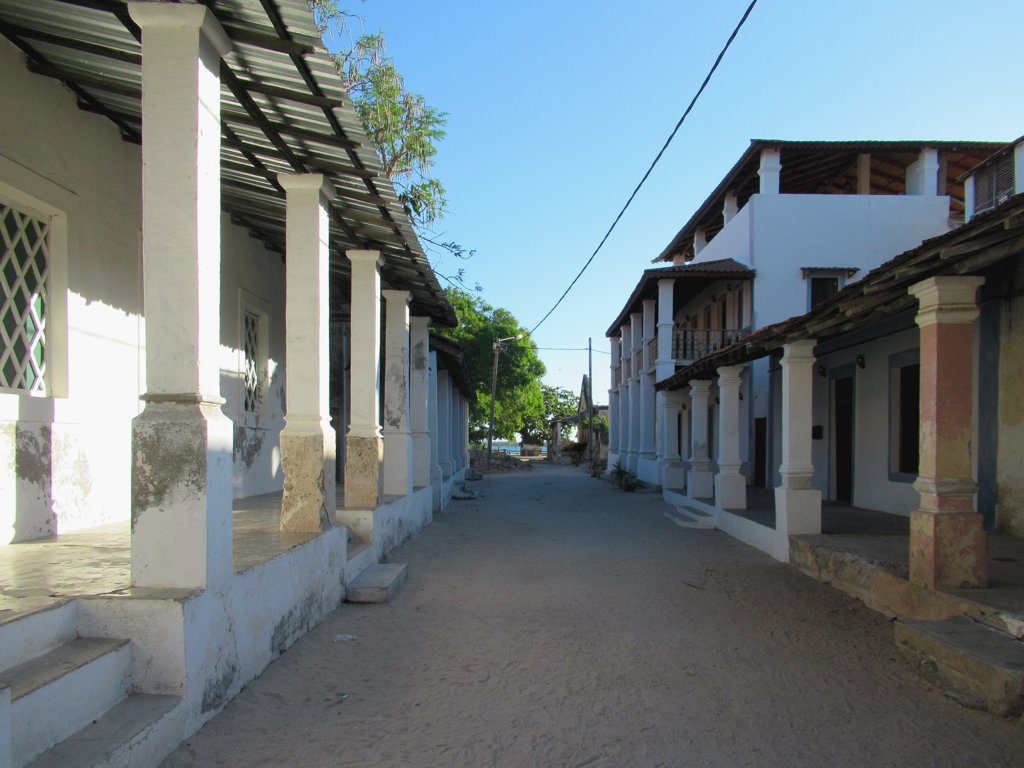
Rua Maria Pia w Vila do Ibo
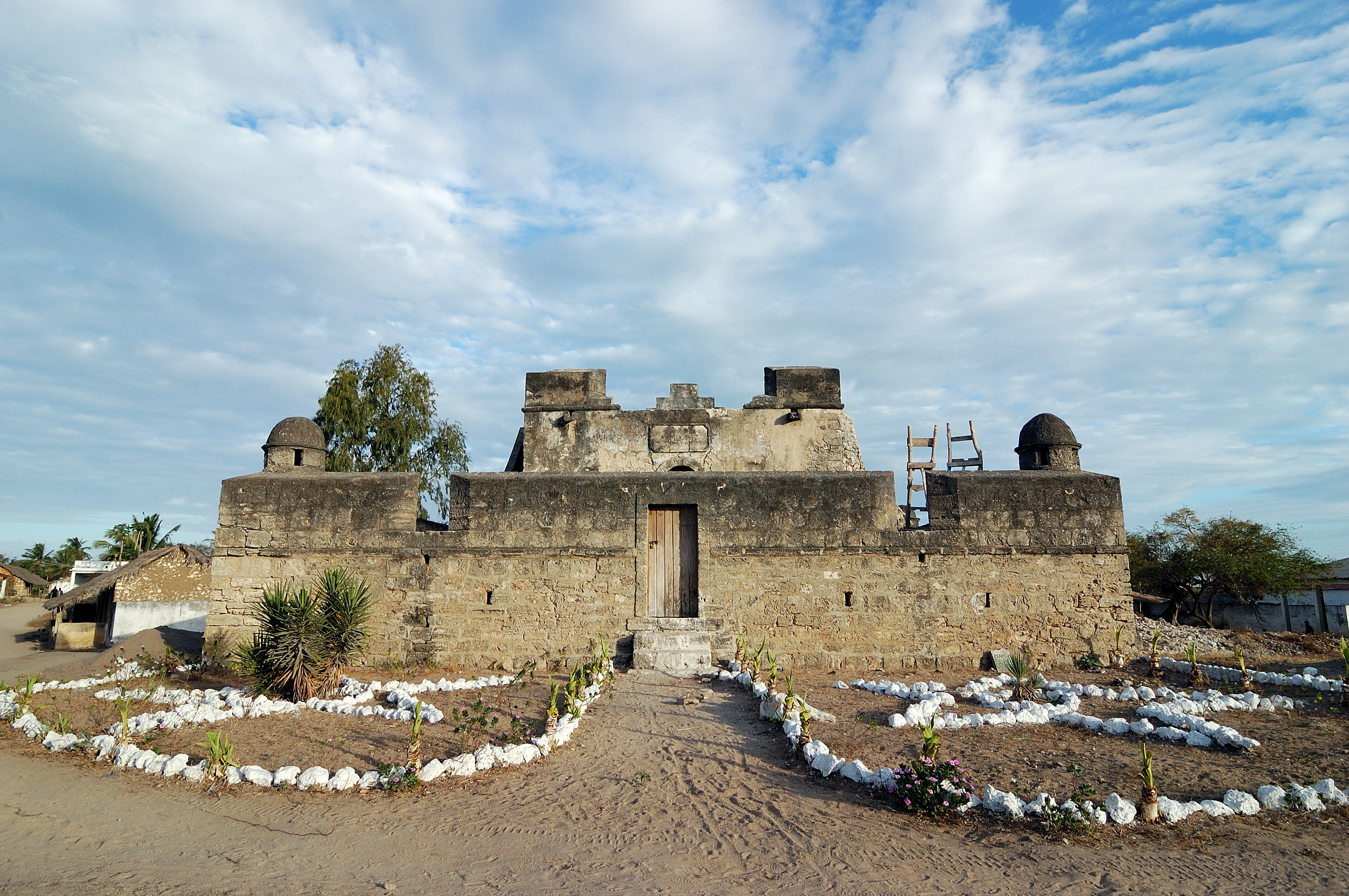
Fort Santo António
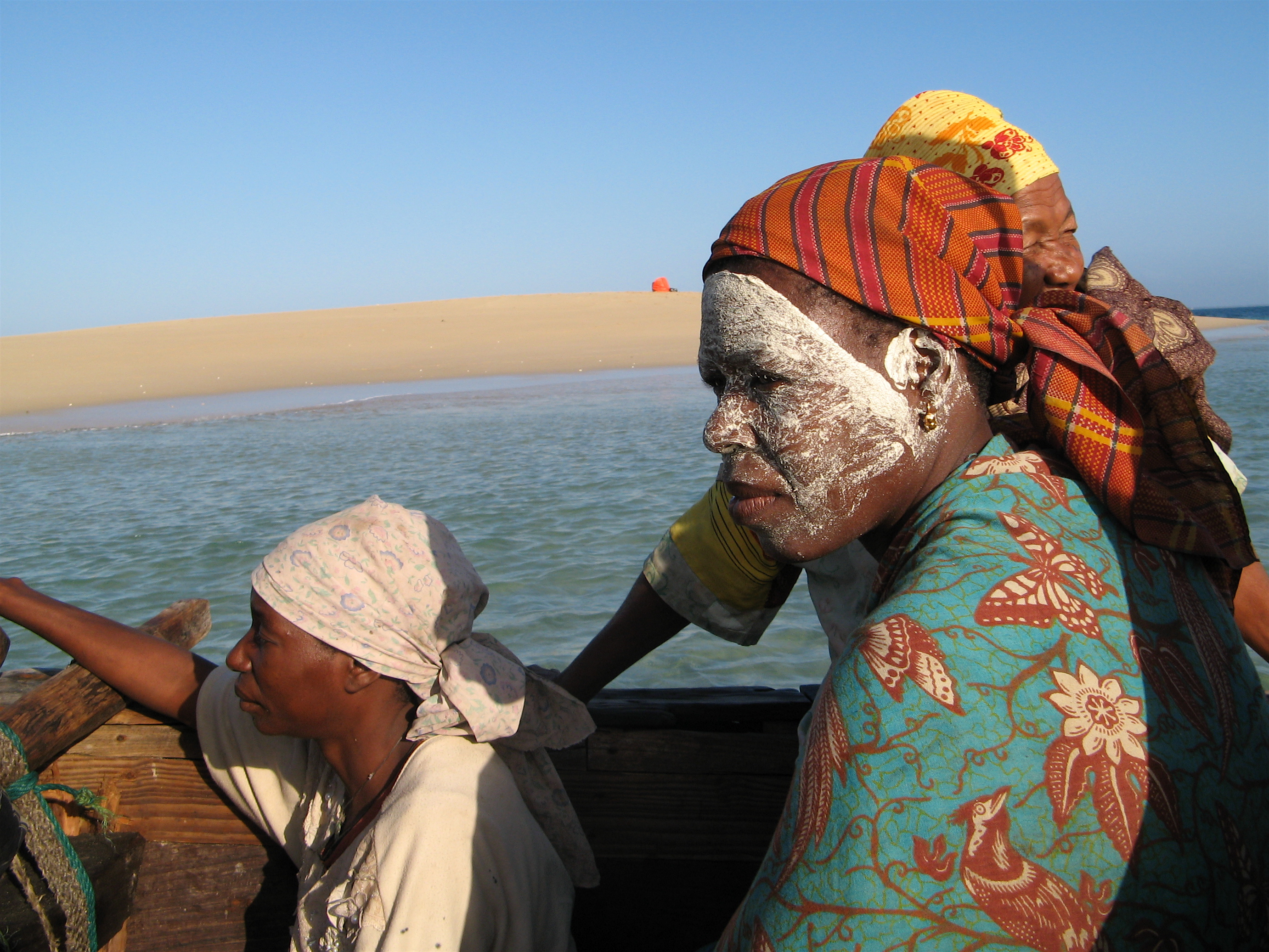
Kobieta w tradycyjnym stroju
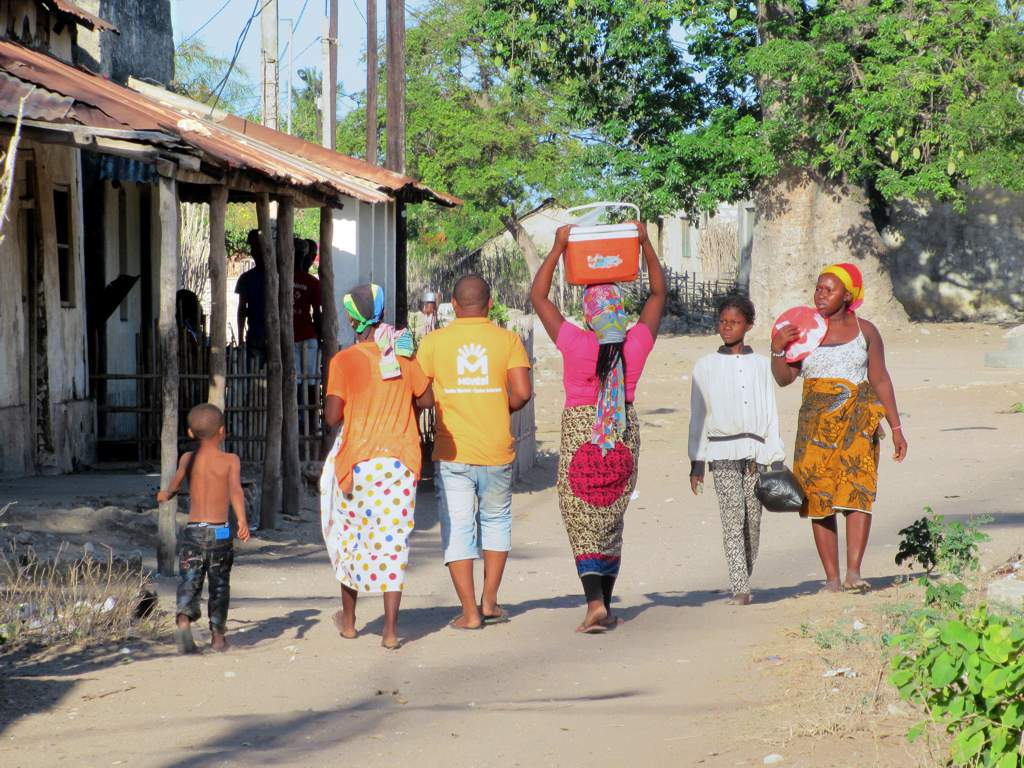
Fragment wyspy